# Iltsvind
Der opstår iltsvind i havet, når vandet bliver over 21,5 °C varmt.[kilde mangler] Iltsvindet varer også ved, selvom temperaturen falder, alt efter hvor meget vandlagene blandes af blæst og bølger, og hvor meget iltfattigt slam, der har samlet sig på bunden.
Iltsvind rammer ofte de danske kyster i foråret, men specielt i sensommeren. Iltsvind skyldes en eutrofiering med stofferne kvælstof og fosfor. Overskuddet af gødning fører til, at der dannes store mængder alger. Når algerne dør, falder de til bunds, hvor bakterier bruger ilt på at nedbryde dem. Algeopblomstringen bliver særligt kraftig, når
1. der er for mange næringsstoffer i havet.
2. der sker temperaturstigning i vandet.
3. der ingen vind er til at omrøre havet.

Både landbrug, industri og husholdninger bærer en del af ansvaret for, at der er for mange næringsstoffer i havet. For landbruget er problemet, at der gødes mere, end afgrøderne på markerne kan bruge, sådan at det resterende flyder ud i havet. For industriens vedkommende er der tale om udledning af affaldsstoffer. For husholdningerne drejer det sig om spildevandets indhold af kvælstof fra afføring og urin og om fosfater fra vaskevand. 
I det øverste vandlag er der ganske vist ilt, for algerne producerer også ilt vha. fotosyntesen. Det er ved bunden, det går galt. Værre bliver det, når der dannes en skilleflade/springlag i vandsøjlen. En skilleflade dannes pga. den store temperaturforskel mellem overfladevand og bundvand. Forskellig saltholdighed i overfladevand og bundvand kan også øge risikoen for, at der opstår springlag. Overfladevand og bundvand blandes ikke, når der er et springlag, og derfor vil bunden forblive iltfattig, indtil efterårets storme sætter ind og "blander" vandet. Ved ekstreme tilfælde af iltsvind kan der dannes et såkaldt "liglagen" som gør bunden helt hvid. Liglagen skyldes svovlbakterier, som lever af kemosyntese på grundlag af den svovlbrinte, der bobler op fra bunden. Det sker kun ved ekstreme tilfælde af iltsvind, men desværre er det ikke så sjældent et fænomen.